# إبراهام بيشوب
إبراهام بيشوب (بالإنجليزية: Abraham Bishop)‏ هو كاتب أمريكي، ولد في 1763، وتوفي في 1844.